# حسين أباد زين أباد (اسماعيلي كرمان)
حسین أباد زین أباد (بالفارسية: حسین‌آباد زین‌آباد) هي قرية تقع في إيران في منطقة إسماعيلي. يقدر عدد سكانها بـ 320 نسمة .